# Loi Dima Iakovlev
La loi Dima Iakovlev a été votée en Russie en décembre 2012. Elle interdit aux citoyens américains l'adoption d'enfants russes. 
Le jugement du tribunal américain dans l'affaire Dima Iakovlev provoque une vague d'indignation dans les médias russes et le ministère russe de l'Éducation et de la Science, par voie diplomatique, essaye d'obtenir la révision du jugement. Le 30 décembre 2008, la Commission d'enquête du parquet de la fédération de Russie ouvre une enquête criminelle pour élucider les circonstances de la mort de l'enfant, ainsi que pour statuer de la légalité de l'adoption. La commission d'enquête déclare:

« Il est établi, après 18 mois, que Dima Iakovlev est décédé le 8 juillet 2008, lorsque son père adoptif Miles Harrison a abandonné le garçon dans une voiture fermée, pendant 9 heures, à une température de 50 degrés. L'enfant a été adopté en Russie, trois mois avant la tragédie. »

À la fin de l'année 2012, la Douma d'État russe présente le projet de loi no 186641-6 (souvent présenté comme une réponse à la loi Magnitski) dont l'un des amendements interdit aux citoyens américains d'adopter des enfants russes. Le projet de loi est adopté à la majorité, en troisième lecture, par la Douma russe.
Il a été demandé au parti Russie unie de nommer la loi à la mémoire de Dima Iakovlev. Le député Viatcheslav Nikonov propose lui qu'elle soit associée à la mémoire de tous les enfants en provenance de Russie, adoptés par des américains et décédés aux États-Unis.
La loi est signée par le président Vladimir Poutine le 28 décembre 2012, et entre en vigueur le 1er janvier 2013.
Leonid Rochal, célèbre pédiatre et chirurgien, président de la Chambre nationale de médecine de la Russie, propose qu'un « monument national à la mémoire de Dima Iakovlev » soit érigé à Moscou. Selon le docteur Rochal, le décès, il y a quelques années, de cet enfant « fait de nous tous des orphelins ».